# An Evening with Whitney: The Whitney Houston Hologram Tour
An Evening with Whitney: The Whitney Houston Hologram Tour, comumente conhecida apenas como The Whitney Houston Hologram Tour, é uma turnê póstuma estrelada pelo holograma da cantora norte-americana Whitney Houston. A turnê está programada para começar na Europa em 25 de fevereiro de 2020, e então seguir para a América do Norte.

## Antecedentes
A Base Hologram e o Espólio de Whitney E. Houston anunciaram que a produção reunirá o público com Houston, usando tecnologia holográfica de última geração para criar um concerto teatral ao vivo. O show será criativamente dirigido e coreografado por Fatima Robinson, e contará com dançarinos, cantores e uma banda ao vivo. O show deve contar com os sucessos mais icônicos de Houston, incluindo "I Will Always Love You", "I Wanna Dance with Somebody (Who Loves Me)", e o single de 2019 produzido por Kygo, um cover de "Higher Love", de Steve Winwood.
Falando da turnê, Pat Houston, presidente do espólio, declarou:
"Whitney não está conosco, mas sua música viverá conosco para sempre. Sabemos que tomamos a decisão certa em parceria com a BASE porque eles entendem o quão importante é produzir um holograma fenomenal. Eles também sabem que envolver seus fãs em uma experiência com uma Whitney autêntica ressoaria em todo o mundo por causa do status icônico que ela criou ao longo de três décadas. Seus fãs merecem nada menos, porque ela deu nada menos que seu melhor."